# جون أكياما
جون أكياما (باليابانية: 秋山淳؛ بالكانا: あきやま じゅん) هو كاتب سيناريو ياباني، ولد في 1973 في اليابان.